# José Pérez Francés
José Pérez Francés, né le 27 décembre 1936 à Peñacastillo (es) et mort le 30 septembre 2021, est un ancien coureur cycliste professionnel espagnol.

## Palmarès

### Palmarès année par année
- 1954
  -  Champion d'Espagne sur route amateurs
- 1955
  -  Champion d'Espagne sur route amateurs
- 1956
  -  Champion d'Espagne sur route amateurs
- 1957
  - Cinturón de Cataluña :
    - Classement générak
    - 4eb étape

  - 2e du championnat d'Espagne sur route amateurs
- 1960
  -  Champion d'Espagne indépendants
  -  Champion d'Espagne des régions
  - 4e et 9e étapes du Tour de Catalogne
  - Barcelone-Vilada :
    - Classement général
    - 1re et 2e étapes

  - Trofeo Bahamontes
  - Tour du Roussillon
  - 2e du Trofeo Jaumendreu
  - 2e du Tour de Catalogne
- 1961
  - 6ea étape de Barcelone-Madrid
  - Campeonato Vasco-Navarro de Montaña
  - 8e étape du Tour d'Espagne
  - 2e du Circuito Montañés
  - 3e du Tour d'Espagne
  - 7e du Tour de France
- 1962
  - 8e étape du Tour de Catalogne (contre-la-montre)
  - 2e du GP Pascuas
  - 2e du Tour d'Espagne
  - 2e du championnat d'Espagne sur route
  - 2e du Circuit de Getxo
  - 6e du Tour d'Italie
- 1963
  -  Champion d'Espagne sur route
  - 8e étape du Tour du Levant
  - Semaine catalane :
    - Classement général
    - 1re étape

  - Campeonato Vasco-Navarro de Montaña
  - 8e étape du Tour d'Espagne
  - 3e étape du Critérium du Dauphiné libéré
  - 2e du Critérium du Dauphiné libéré
  - 3e du Trofeo Jaumendreu
  - 3e du GP Pascuas
  - 3e du Tour de France
  - 7e du Super Prestige Pernod
- 1964
  - 3e et 7e étapes du Tour du Levant
  - Semaine catalane :
    - Classement général
    - 1re étape

  - Prueba Villafranca de Ordizia
  - 1reb et 6e étapes du Tour de Catalogne
  -  Classement par points du Tour d'Espagne
  - 3e du Campeonato Vasco-Navarro de Montaña
  - 3e de la Klasika Primavera
  - 3e du Tour d'Espagne
  - 10e du Critérium du Dauphiné liberé
- 1965
  - Tour du Levant :
    - Classement général
    - 1re et 7e étapes

  - Klasika Primavera
  - 11e étape du Tour de France
  - 6e du Tour de France
- 1966
  - 1re étape du Tour d'Andalousie
  - 2e étape du Tour du Levant
  - GP Vizcaya
  - 3e étape du Tour de La Rioja
  - 3e de la Klasika Primavera
- 1967
  - Tour du Levant :
    - Classement général
    - 2e, 3e et 5eb étapes

  - Trofeo Jaumendreu
  - Barcelone-Andorre
  - 2e du Trofeo Masferrer
  - 3e de la Semaine catalane
  - 3e du Campeonato Vasco-Navarro de Montaña
  - 5e du Tour d'Italie
  - 10e du Tour d'Espagne
- 1968
  - 2e et 4e étapes du Tour du Levant
  - 12e étape du Tour d'Espagne
  - 2e du Tour d'Espagne
  - 3e du GP Pascuas
  - 7e du Tour de Suisse
- 1969
  - 2e du championnat d'Espagne sur route

### Résultats sur les grands tours

#### Tour de France
6 participations
- 1961 : 7e
- 1963 : 3e
- 1964 : abandon (13e étape)
- 1965 : 6e, vainqueur de la 11e étape
- 1968 : abandon (12e étape)
- 1969 : abandon (10e étape)

#### Tour d'Espagne
10 participations
- 1960 : hors délais (6e étape)
- 1961 : 3e, vainqueur de la 8e étape
- 1962 : 2e
- 1963 : abandon (13e étape), vainqueur de la 8e étape
- 1964 : 3e,  vainqueur du classement par points,  maillot jaune durant 3 jours
- 1965 : abandon (9e étape)
- 1966 : abandon (11e étape)
- 1967 : 10e
- 1968 : 2e, vainqueur de la 12e étape,  maillot jaune durant 2 jours
- 1969 : 27e

#### Tour d'Italie
2 participations
- 1962 : 6e
- 1967 : 5e,  maillot rose durant 8 jours